# محرم چگینی
محرم چگینی با نام کامل محرم چگینی قشلاقی (زادهٔ ۱۰ مرداد ۱۳۵۴ – درگذشتهٔ ۲۵ خرداد ۱۳۸۸ در تهران) یکی از کشته شدگان تظاهرات مردم تهران پس از انتخابات ریاست جمهوری دهم است که در مقابل پایگاه بسیج مقداد به ضرب گلوله کشته شد.
جسد وی در شهرک اندیشه یافت شد و خبر مرگ او ۷ ماه بعد توسط برادرش به رسانه‌ها اعلام شد. به گفته برادرش در روز خاکسپاری از استانداری تهران مراجعه کرده و از آنان خواستند که دربارهٔ وی که در قطعه ۲۵۶ بهشت زهرا دفن شده، اطلاع‌رسانی نکنند.
حدود یکسال بعد و در ۳۰ اردیبهشت ۱۳۸۹ رسانه‌ها از قول همسر او نوشتند که از او خواسته شده به گرفتن دیه رضایت داده و از شکایت خود صرف نظر کند. وی همچنین گفت: «هیچ کسی از مسولان سراغ مان نیامدند، یک کارت شهید هم دادند دست مان و بعد گفتند بروید دنبال دیه اما هرگز حاضر نشدند به ما بگویند چه کسی همسر من و جوانان بیگناه این کشور را تنها به جرم آنکه دنبال رای گمشده خود بودند با گلوله کشته است.»